# Antimatter
Gli Antimatter sono un gruppo musicale irlandese/britannico formata nel 1998 da Duncan Patterson (precedente bassista e compositore degli Anathema) e dal cantante Mick Moss.

## Storia del gruppo
La band registra nel 1999 una demo ma questa non ha molta fortuna, tanto che furono necessari quasi due anni perché si presentasse la prima etichetta, la Icon records. Con questa registrano e debuttano con l'album Saviour. Successivamente l'apporto dell'etichetta sembra non essere sufficiente per il gruppo e Duncan Patterson inaugura la sua etichetta personale Strangelight Records proprio con gli Antimatter, lasciando massima creatività al gruppo. I primi album degli Antimatter, Saviour e Lights Out, si focalizzano su una linea vocale melodica, un'elettronica dark ed i bilanciamenti sul confine tra il gothic e il trip hop, mentre gli altri lavori Planetary Confinement e Leaving Eden accompagnano più di un acustico basato su un suono melanconico, ormai abbandonate le fredde e cupe atmosfere elettroniche per ritornare al vero suono degli strumenti. Poco dopo l'ultimazione dell'album Planetary Confinement, Patterson lascia la band.
Mick Moss ha continuato e ha pubblicato il quarto album del progetto, Leaving Eden, con Daniel Cavanagh degli Anathema alla chitarra, seguito dal Live @ An Club del 2009. Fear of a Unique Identity è stato pubblicato nel 2012. Nel 2015 è stata invece la volta di The Judas Table.
Il 9 novembre 2018 vede la luce il loro ultimo lavoro intitolato Black Market Enlightenment.

## Discografia
- 2001 – Saviour
- 2002 – A Dream for the Blind
- 2003 – Lights Out
- 2005 – Planetary Confinement
- 2007 – Leaving Eden
- 2012 – Fear of a Unique Identity
- 2015 – The Judas Table
- 2018 – Black Market Enlightenment
- 2022 - A Profusion of Thought